# Pindara peropaca
Pindara peropaca là một loài bướm đêm trong họ Noctuidae.